# Avenida Directorio

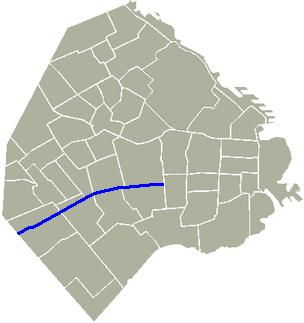
Lage der Avenida Directorio in Buenos Aires

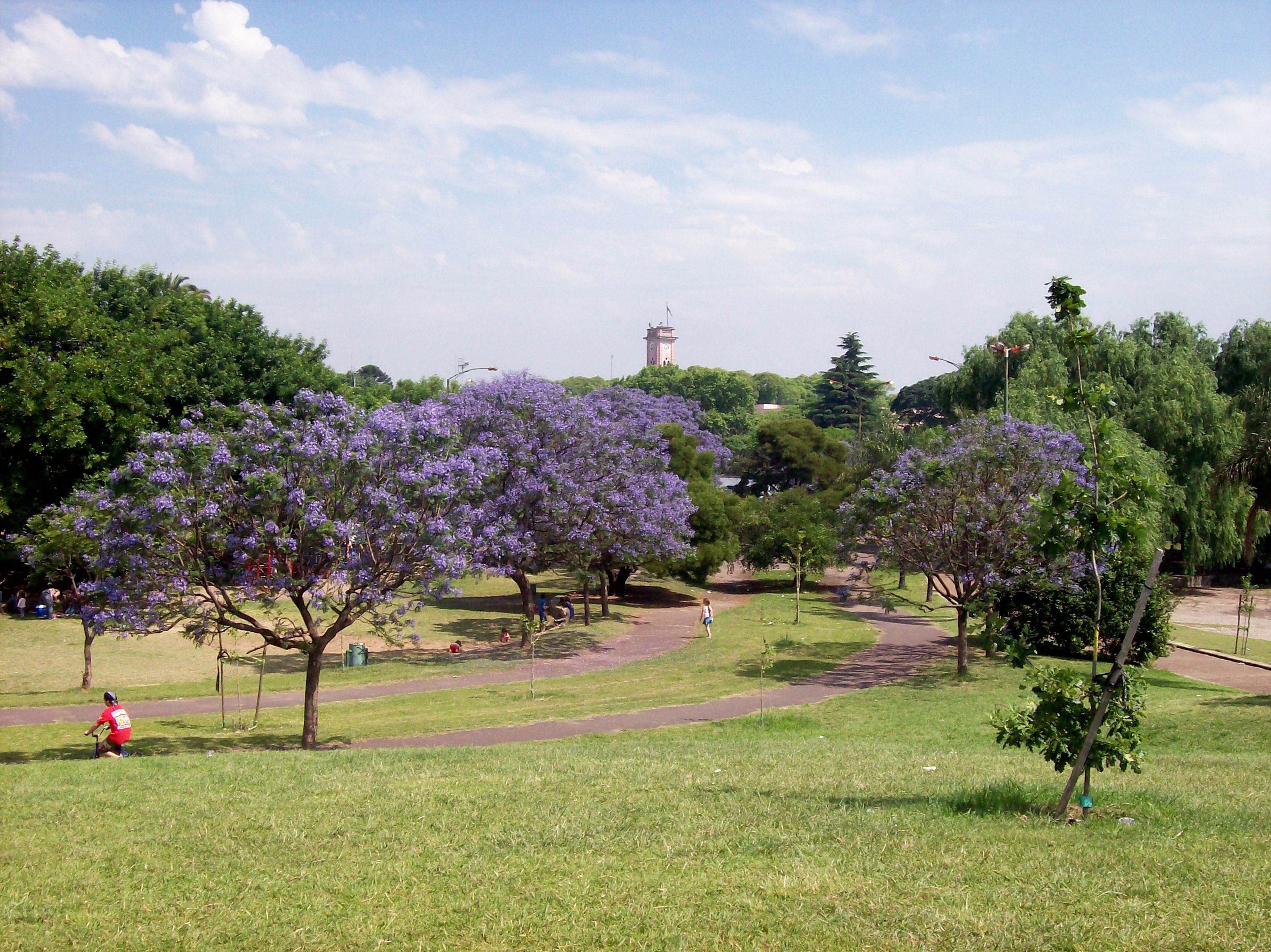
Der Parque Alberdi

Die Avenida Directorio ist eine der Hauptverkehrsstraßen in der argentinischen Hauptstadt Buenos Aires. Sie führt von Osten nach Westen und durchquert folgende Stadtteile: Caballito, Parque Chacabuco, Flores, Floresta, Parque Avellaneda und Mataderos.
Die Avenida Directorio beginnt an der Avenida La Plata und endet an der Stadtgrenze, an der Avenida General Paz. Dabei kreuzt sie folgende wichtige Straßen: Avenida José María Moreno, Avenida Carabobo, Avenida San Pedrito und die Avenida Escalada.
Das wichtigste Bauwerk an der Straße ist der Parque Alberdi, in Höhe der Hausnummer 6200.